# Iwona Pokora

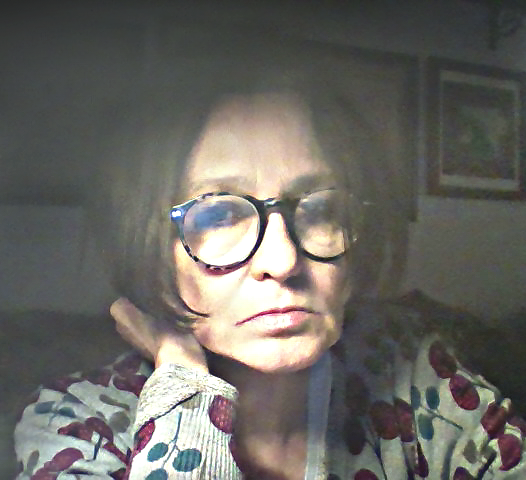
zdjęcie Iwony Pokory - fotografia własna

Iwona Pokora (ur. 1962 w Siedlcach) – polska poetka.
Laureatka Nagrody im. Kazimiery Iłłakowiczówny 1987 za najlepszy książkowy debiut poetycki roku za tom Dla ciebie otwarte drzwi. Zdobywczyni I nagrody XV Ogólnopolskiego Konkursu Poetyckiego Jednego Wiersza 2009 w ramach XV Chojnickiej Nocy Poetów.

## Poezja
- Dla ciebie otwarte drzwi (Iskry, Warszawa 1987)
- Głód, chleb, miłość (Eneteia Wydawnictwo Psychologii i Kultury, Warszawa 2011)